# Географія Сімферополя

## Загальна характеристика
Площа міста — 107,41 кв. км.

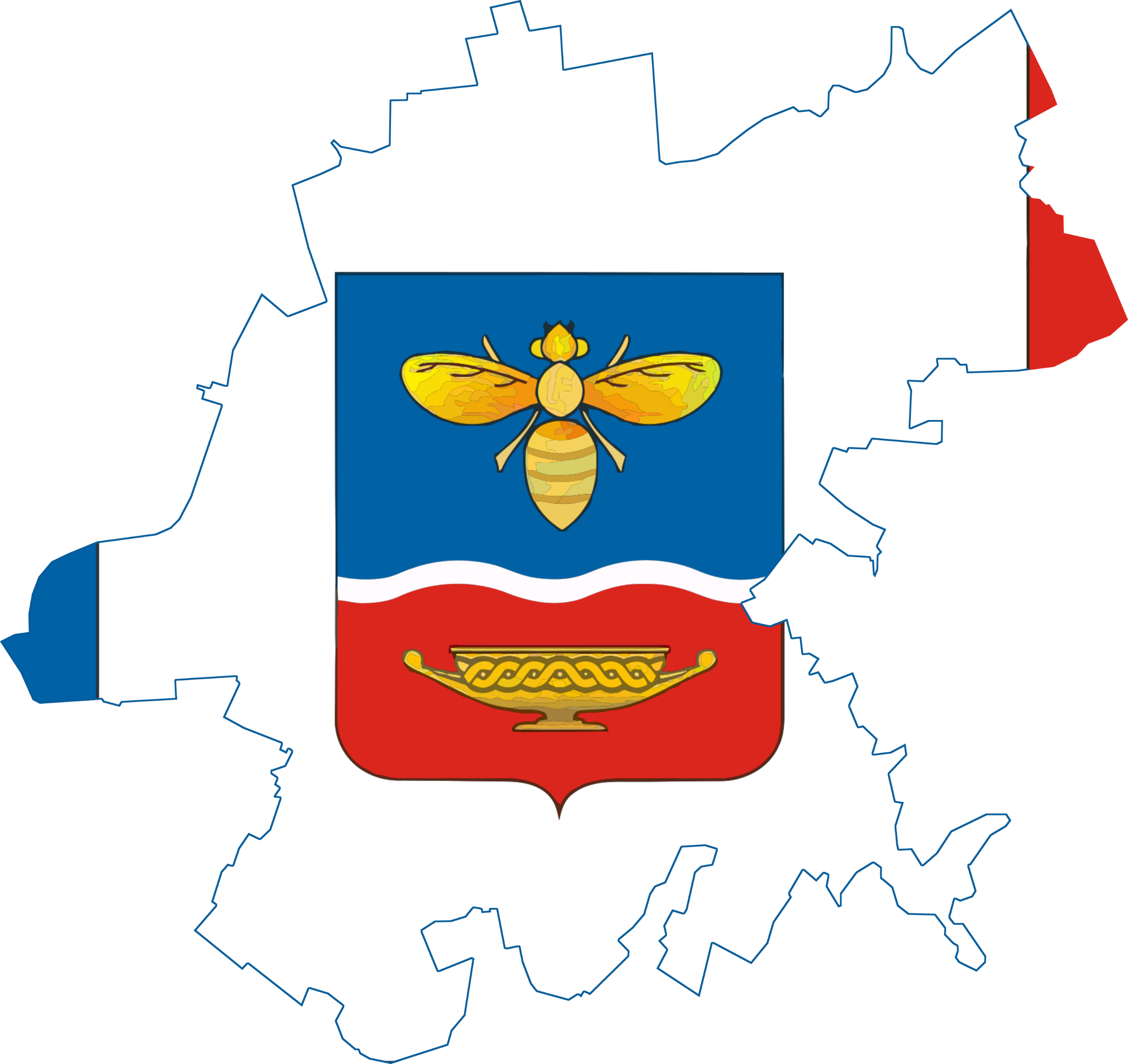

Після окупації місто фактично розташоване в часовому поясі за московським стандартним часом.

### Географічне положення
Точні географічні координати, широта і довгота — 44.952117, 34.102417.
Сімферополь розташований на півдні України, на півострові Крим, у передгірній частині між Зовнішним (найнижчим) та Внутрішним пасмом Кримських гір. Основана частина міста розтагшована в межах Зовнішнього пасма в долині річки Салгир.
Розташування Сімферополя на межі степової і лісової зон, в Кримському передгір'ї, з його своєрідним природним рослинним покривом, великою кількістю кримських ендемічних видів і рідкісних угруповань, розмаїттям ландшафту, наявністю річкових систем забезпечило місту присутність багатої і різноманітної флори та рослинності. В той же час, Сімферополь є великим адміністративним, транспортним, промисловим і культурним центром. Через місто проходить більшість транспортних шляхів, які зв'язують Крим з іншими регіонами. Це забезпечує наявність розвинутої промислової інфраструктури, формування специфічних синантропних комплексів і значне збагачення урбанофлори та регіональної флори адвентивними видами. Одночасно, місто є культурним та історичним центром Криму, перевальним пунктом багатьох туристичних маршрутів, а також володіє розвиненою і своєрідною системою зелених насаджень. Все це сформувало сучасний рослинний покрив міста Сімферополя як невід'ємну частину урбоекосистеми.
На території міста знаходяться гаї реліктових дубів — Дубки.
Найвища точка міста — вершина гори Чумакари, 467,8 м.
Відстань до Києва становить 661 км, відстань до найближчого обласного центру, Херсону, становить 250 км, відстань до міста зі спеціальним статусом Севастополь становить 60 км. Відстань від міста до моря становить приблизно 35 кілометрів, як у напрямку Миколаївки, так і у напрямку Алушти.

### Клімат
Клімат напівсухий, теплий, з м'якою зимою. Звичайна температура січня +0,4 °C, липня +23,3 °C. Опадів 509 мм в рік, кількість годин сонячного сяйва 2469 на рік. Зима триває переривчасто (з 29 грудня по 25 лютого). На вегетаційний період припадає 270 мм опадів.

## Рельєф

### Гори та пагорби
В межах міста знаходяться:
- Пагорб Абдал-Кир (323,4 м)
- Скельний масив Ак-Баїр (>360 м)
  - Печера Чокурча
- Скельний масив Дженакай-Кир (Петрівські скелі):
  - Північний пагорб Керменчик зі скелями Кан-Кая (Хан-Кая) та Джан-Кая (Кая-Асти) (>310 м)
  - Південні пагорби Алім-Коба та Сари-Балчик (Киловська гора) (464 м)
  - Печера Алім-Коба
- Гора Кара-Оба (Банкова гора) (402,9 м)
  - Печера Чокурча-4
- Плато Кая-Баш (>290 м)
- Пагорб Каяси (>320 м)
- Пагорб Кум-Баїр (Дубки) (325 м)
- Пагорб Скалка (311 м)
- Гора Ташлик (409,3 м)
- Пагорб Чагарли-Оба (305 м)
- Гора Чумакари (467,8 м)
  - Печера Кой-Коба
- Схил гори Каялар, вершина якої (510 м) знаходиться за межами міста.

### Балки
- Боурча-Ілга (Кам'янська балка)
- Курцівська балка
- Петрівська балка
- Сульман-Джилга (Сулейманова балка)[7]
- Чумакарська балка

### Гідрографія
В межах міста протікає ріка Салгир та її притоки:
- Малий Салгир
  - Абдалка (Боурча)
    - Стави в районі Богурчі (Кам'янки)
    - Абдальські стави (Сергіївські)
- Казанка (Чумакарка)
  - Струмок в Курцівській балці
- Слов'янка (Слив'янка)[8]
  - Джерело Бор-Чокрак
  - Даниловський ставок
  - Верхній та нижній стави (Анатровські)
  - Струмок Мокрий Лог[9]
- Неназвана річка в колекторі під проспектом Кірова
- Курчи (Курци)
- Струмок в Петрівській балці

На Салгирі в межах міста знаходиться Сімферопольське водосховище.
Міські стави, не пов'язані з річками:
- Став у Гагаринському парку
- Ставки ботанічного саду Салгирка
- Фонтан Савопуло та став в Міському саду.
- Став на вулиці Радищева в районі Університету. За словами старожилів, на початку 1950-х років під горою екскаватором черпали глину для облаштування іншої міської водойми і таким чином розкрили верхні водоносні горизонти. За лічені дні весь великий котлован заповнився чистою водою.[10]
- Перший, другий та третій кар'єрні озера в районі Кирпичного

## Місцевості
- Ак-Мечеть
- Анатра
- Багча-Елі
- Базарна площа
- Бітак (Пригородне)
- Богурча (Кам'янка)
- Бор-Чокрак (Заводське)
- Верхня солдатська слобідка
- Жигулін гай
- Залізнична слобідка
- Казанська слобідка
- Катраус
- Кирпичне
- Клінічне містечко
- Кримська роза
- Льодозавод
- Мар'їне
- Москільце
- Нове місто
- Новий Абдал (Біле)
- Новий Бор-Чокрак (Фонтани)
- Новомиколаївка
- Новороманівка
- Новосергіївка
- Петрівська балка
- Пневматика
- Район 60-річчя Жовтня
- Робоче селище
- Салгирна слобідка
- Свобода
- Сергіївка
- Солдатська слобідка
- Старе місто
- Старий Абдал (Загороднє)
- Стевенівські пагорби
- Стройка
- Султан-Базар
- Султанський луг
- Українка
- Хошкельди
- Центр
- Циганська слобідка
- Червона Гірка
- Чокурча (Лугове)
- Шестериківська слобідка

## Заповідні території та пам'ятки природи
- Ботанічний сад при Таврійському університеті Салгирка[11]
- Регіональний ландшафтний парк «Бітак»[12]
- Сімферопольський дендрарій
- Дуб Богатир Тавриди
- Дуб Дулицького
- П'ятистовбуровий каштан
- Острівок-брила пермських вапняків на Сімферопольському водосховищі
- Чокурча (печера)[13]